# Titan Security Key
Ключ безпеки Titan (Google Titan Security Key) — це сумісний з FIDO токен безпеки, розроблений компанією Google, який містить криптопроцесор Titan M, також розроблений Google. Вперше він був випущений 15 жовтня 2019 року.

## Особливості
Залежно від функцій ключ коштує 25-35 доларів, але Google надає їх безкоштовно користувачам з високим рівнем ризику. Вважається більш безпечною формою багатофакторної автентифікації як внутрішніх так і зовнішніх сервісів та реєстрації в програмі розширеного захисту Google. 
У 2021 році Google видалив модель Bluetooth через побоювання щодо її безпеки та надійності.
У листопаді 2023 року Google анонсувала модель із підтримкою ключа доступу.

## Вразливості
Моделі Bluetooth "T1" і "T2" спочатку мали ваду безпеки, яка дозволяла будь-кому в радіусі 30 футів зробити клон ключа. Компанія з безпеки NinjaLab змогла витягти ключ за допомогою side channel attack. У 2019 році Google за знайдені помилки  у  чіпі Titan виплатив винагороду до 1,5 мільйона доларів США.
Нові версії та номери моделей включають:
1. USB-A/NFC (K9T)
2. Bluetooth/NFC/USB (K13T)
3. USB-C/NFC (YT1)
4. USB-C/NFC з підтримкою U2F і FIDO2 (K40T)
Хоча жодна з них не містила публічно доведених вразливостей безпеки, Google припинив продаж Bluetooth-версій ключів у серпні 2021 року. Проте, випущені раніше  Bluetooth-ключі продовжують працювати з дотриманням гарантійних зобов'язань.